# Sporobolus caespitosus
Sporobolus caespitosus là một loài cỏ thuộc họ Poaceae.
Đây là loài đặc hữu của đảo Ascension, ở Nam Đại Tây Dương, nơi chúng chỉ được biết tới từ dải khí hậu khu vực núi Green, với diện tích chiếm nhỏ hơn 0.5 km². Chúng mọc theo các triền núi đá bọt nghiêng hoặc dốc của núi Mountain nơi rất ít các loài khác mọc được, và có lẽ thích nghi được với điều kiện sống khắc nghiệt ở đây. Nó bị đe doạ vì các thảm thực vật di thực và mất môi trường sống.

## Hình ảnh

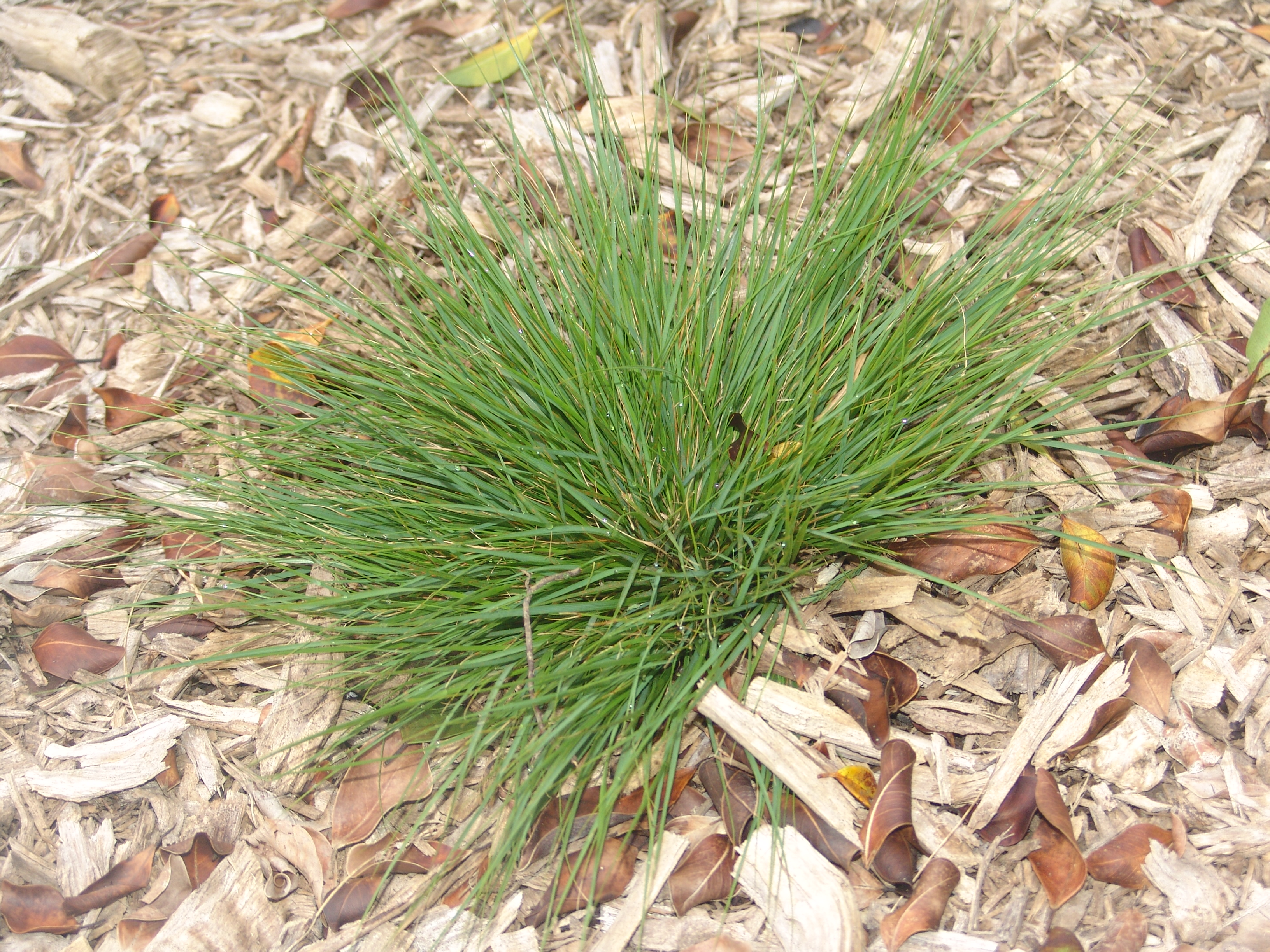